# Diego Moreno (calciatore 2001)
Diego Moreno Garbayo (Cintruénigo, 21 giugno 2001) è un calciatore spagnolo, difensore del Ponferradina.

## Caratteristiche tecniche
È un terzino destro.

## Carriera
Cresciuto nel settore giovanile dell'Osasuna, il 24 marzo 2021 ha prolungato il suo contratto con i Rojillos fino al 2023. Il 30 dicembre 2022 ha rinnovato l'accordo per altri due anni. Ha esordito in prima squadra il 5 gennaio 2023, in occasione dell'incontro di Coppa del Re vinto ai tempi supplementari contro il Gimnàstic, e quattro giorni dopo ha debuttato anche in Primera División, disputando la gara pareggiata 0-0 contro l'Athletic Bilbao. Dopo aver totalizzato 11 presenze alla sua prima stagione in massima serie, il 1º luglio 2023 ha rinnovato il contratto fino al 2026 ed è stato ceduto in prestito al Mirandés, in seconda divisione.

## Statistiche

### Presenze e reti nei club
Statistiche aggiornate al 1º luglio 2023.
| Stagione         | Squadra          | Campionato       | Campionato | Campionato | Coppe nazionali | Coppe nazionali | Coppe nazionali | Coppe continentali | Coppe continentali | Coppe continentali | Altre coppe | Altre coppe | Altre coppe | Totale | Totale |
| Stagione         | Squadra          | Comp             | Pres       | Reti       | Comp            | Pres            | Reti            | Comp               | Pres               | Reti               | Comp        | Pres        | Reti        | Pres   | Reti   |
| ---------------- | ---------------- | ---------------- | ---------- | ---------- | --------------- | --------------- | --------------- | ------------------ | ------------------ | ------------------ | ----------- | ----------- | ----------- | ------ | ------ |
| 2019-2020        | Osasuna B        | SDB              | 1          | 0          |                 | -               | -               |                    | -                  | -                  |             | -           | -           | 1      | 0      |
| 2020-2021        | Osasuna B        | SDB              | 17+7       | 1+0        |                 | -               | -               |                    | -                  | -                  |             | -           | -           | 24     | 1      |
| 2021-2022        | Osasuna B        | SDR              | 26         | 1          |                 | -               | -               |                    | -                  | -                  |             | -           | -           | 26     | 1      |
| 2022-2023        | Osasuna B        | PF               | 23         | 1          |                 | -               | -               |                    | -                  | -                  |             | -           | -           | 23     | 1      |
| Totale Osasuna B | Totale Osasuna B | Totale Osasuna B | 74         | 3          |                 | -               | -               |                    | -                  | -                  |             | -           | -           | 74     | 3      |
| 2022-2023        | Osasuna          | PD               | 11         | 0          | CR              | 3               | 0               |                    | -                  | -                  |             | -           | -           | 14     | 0      |
| 2023-2024        | Mirandés         | SD               | 0          | 0          | CR              | -               | -               |                    | -                  | -                  |             | -           | -           | 0      | 0      |
| Totale carriera  | Totale carriera  | Totale carriera  | 85         | 3          |                 | 3               | 0               |                    | -                  | -                  |             | -           | -           | 88     | 3      |